# Mistrzostwa Polski w Kajakarstwie 2013
75. Mistrzostwa Polski seniorów w kajakarstwie – odbyły się w Bydgoszczy w dniach 5 – 7 czerwca 2013. 

## Medaliści

### Mężczyźni

#### Kanadyjki
| Konkurencja         | Złoto                                                                              | Czas     | Srebro                                                                          | Czas     | Brąz                                                                                 | Czas     |
| C-1 200 m           | Michał Łubniewski (KS Stomil Poznań)                                               | 41.85    | Marcin Grzybowski (KS Posnania)                                                 | 42.01    | Tomasz Barniak (UKS Koszałek Opałek Węgorzewo)                                       | 42.43    |
| C-1 500 m           | Tomasz Kaczor (KS Warta Poznań)                                                    | 1:54.80  | Marcin Grzybowski (KS Posnania)                                                 | 1:55.25  | Michał Kudła (KS Posnania)                                                           | 1:56.88  |
| C-1 1000 m          | Marcin Grzybowski (KS Posnania)                                                    | 4:04.35  | Piotr Kuleta (WKS Zawisza Bydgoszcz)                                            | 4:05.06  | Tomasz Kaczor (KS warta Poznań)                                                      | 4:07.97  |
| C-1 5000 m          | Marcin Grzybowski (KS Posnania)                                                    | 19:27.57 | Bartosz Dubiak (Warta Poznań)                                                   | 19:37.31 | Grzegorz Szpynda (Orzeł Wałcz)                                                       | 19:44.76 |
| C-1 4 × 200 m relay | KS Posnania Michał Kudła Marcin Grzybowski Mariusz Kruk Piotr Polak                | 2:56.62  | AZS AWF Poznań Daniel Pośpiech Tomasz Pośpiech Mariusz Ruczyński Jacek Kamiński | 2:59.09  | KS Stomil Poznań Michał Łubniewski Vincent Słomiński Patryk Glanowski Łukasz Wietrak | 2:59.75  |
| C-2 200 m           | Joshua Drojetzki Wiktor Głazunow (AZS AWF Gorzów Wlkp.)                            | 39.77    | Marcin Grzybowski Szymon Kosteński (KS Posnania)                                | 40.25    | Mariusz Ruczyński Tomasz Pośpiech (AZS AWF Poznań)                                   | 40.25    |
| C-2 500 m           | Joshua Drojetzki Wiktor Głazunow (AZS AWF Gorzów Wlkp.)                            | 1:49.77  | Piotr Polak Szymon Kosteński (KS Posnania)                                      | 1:52.65  | Łukasz Nowak Daniel Pośpiech (AZS AWF Poznań)                                        | 1:53.78  |
| C-2 1000 m          | Joshua Drojetzki Wiktor Głazunow (AZS AWF Gorzów Wlkp.)                            | 4:01.84  | Piotr Polak Szymon Kosteński (KS Posnania)                                      | 4:04.12  | Tomasz Pośpiech Jacek Kamiński (AZS AWF Poznań)                                      | 4:08.40  |
| C-4 1000 m          | AZS AWF Gorzów Wlkp. Joshua Drojetzki Roman Rynkiewicz Wojciech Chudy Marcin Żołna | 3:46.55  | Stomil Poznań Patryk Glanowski Patryk Sokół Michał Łubniewski Vincent Słomiński | 3:46.98  | AZS AWF Poznań Łukasz Nowak Jacek Kamiński Mariusz Ruczyński Daniel Pośpiech         | 3:47.18  |

#### Kajaki
| Konkurencja         | Złoto                                                                                  | Czas     | Srebro                                                                            | Czas     | Brąz                                                                                     | Czas     |
| K-1 200 m           | Piotr Siemionowski (WKS Zawisza Bydgoszcz)                                             | 35.69    | Sebastian Szypuła (WKS Zawisza Bydgoszcz)                                         | 36.23    | Dawid Putto (UKS Kopernik Bydgoszcz)                                                     | 36.27    |
| K-1 500 m           | Marek Twardowski (Cresovia Białystok)                                                  | 1:45.15  | Paweł Szandrach (WKS Zawisza Bydgoszcz)                                           | 1:46.75  | Tomasz Olszewski (KS Posnania)                                                           | 1:47.37  |
| K-1 1000 m          | Rafał Rosolski (Dojlidy Białystok)                                                     | 3:42.24  | Mariusz Kujawski (WKS Zawisza Bydgoszcz)                                          | 3:42.44  | Tomasz Olszewski (KS Posnania)                                                           | 3:43.65  |
| K-1 5000 m          | Tomasz Olszewski (KS Posnania)                                                         | 17:27.81 | Paweł Florczak (Doljlidy Białystok)                                               | 17:30.33 | Arkadiusz Krajewski (KS Admira Gorzów Wlkp.)                                             | 17:36.21 |
| K-1 4 × 200 m relay | WKS Zawisza Bydgoszcz Piotr Siemionowski Sebastian Szypuła Piotr Mazur Paweł Szandrach | 2:29.94  | KSC Olsztyn Denis Ambroziak Tomasz Mendelski Michał Zwoliński Dustin Łuniewski    | 2:36.14  | KS Posnania Mateusz Olejniczak Łukasz Jędrzejczak Adam Wachowiak Norbert Błaszczak       | 2:39.62  |
| K-2 200 m           | Sebastian Szypuła Piotr Mazur (WKS Zawisza Bydgoszcz)                                  | 33.66    | Grzegorz Bierzało Michał Chwaja (KKW-29 Kraków)                                   | 34.56    | Marcin Nickowski Grzegorz Błęka (AZS-AWF Gorzów Wlkp.)                                   | 34.58    |
| K-2 500 m           | Paweł Florczak Rafał Rosolski (UKS Dojlidy Białystok)                                  | 1:35.66  | Marcin Nickowski Grzegorz Błęka (AZS-AWF Gorzów Wlkp.)                            | 1:36.36  | Łukasz Jędrzejczak Bartosz Stabno (KS Posnania)                                          | 1:37.76  |
| K-2 1000 m          | Mariusz Kujawski Paweł Szandrach (WKS Zawisza Bydgoszcz)                               | 3:32.64  | Wojciech Pannellier Paweł Florczak (UKS Dojlidy Białystok)                        | 3:33.82  | Marcin Nickowski Grzegorz Błęka (AZS AWF Gorzów Wlkp.)                                   | 3:36.92  |
| K-4 1000 m          | WKS Zawisza Bydgoszcz Sebastian Szypuła Rafał Maroń Martin Brzeziński Piotr Mazur      | 3:07.18  | KS Posnania Tomasz Olszewski Łukasz Jędrzejczak Mateusz Olejniczak Bartosz Stabno | 3:09.10  | UKS Dojlidy Bialystok Wojciech Pannellier Paweł Florczak Rafał Rosolski Paweł Skowroński | 3:12.95  |

### Kobiety

#### Kajaki
| Konkurencja         | Złoto                                                                                    | Czas     | Srebro                                                                               | Czas     | Brąz                                                                    | Czas     |
| K-1 200 m           | Karolina Naja (AZS-AWF Gorzów Wlkp.)                                                     | 40.43    | Marta Walczykiewicz (KTW Kalisz)                                                     | 40.64    | Agnieszka Kowalczyk (AZS-AWF Gorzów Wlkp.)                              | 42.22    |
| K-1 500 m           | Beata Mikołajczyk (UKS Kopernik Bydgoszcz)                                               | 2:01.49  | Edyta Dzieniszewska (Sparta Augustów)                                                | 2:02.47  | Aneta Konieczna (Warta Poznań)                                          | 2:03.47  |
| K-1 1000 m          | Beata Mikołajczyk (UKS Kopernik Bydgoszcz)                                               | 4:09.85  | Edyta Dzieniszewska (AKS Sparta Augustów)                                            | 4:11.78  | Magdalena Krukowska (UKS Dojlidy Białystok)                             | 4:17.85  |
| K-1 5000 m          | Paulina Wiewióra (AZS AWF Gorzów Wlkp.)                                                  | 19:40.84 | Anna Włosik (KKW Kraków)                                                             | 19:46.40 | Karolina Pielin (Posnania)                                              | 20:19.18 |
| K-1 4 × 200 m relay | AZS-AWF Gorzów Wlkp. Karolina Naja Agnieszka Kowalczyk Paulina Wiewióra Klaudia Szewczyk | 2:59.82  | WKS Zawisza Bydgoszcz Dominika Napolska Sara Jasińska Joanna Bruska Aleksandra Górna | 3:02.12  | MOSM Tychy Katarzyna Królak Magda Stanny Paulina Noga Edyta Sowa        | 3:33.83  |
| K-2 200 m           | Karolina Naja Paulina Wiewióra (AZ-AWF Gorzów Wlkp.)                                     | 39.39    | Magdalena Krukowska Sandra Skowrońska (UKS Dojlidy Białystok)                        | 39.69    | Joanna Bruska Aleksandra Górna (WKS Zawisza Bydgoszcz)                  | 40.75    |
| K-2 500 m           | Karolina Naja Agnieszka Kowalczyk (AZS-AWF Gorzów Wlkp.)                                 | 1:48.98  | Joanna Bruska Aleksandra Górna (WKS Zawisza Bydgoszcz)                               | 1:49.96  | Magdalena Krukowska Sandra Skowrońska (UKS Dojlidy Białystok)           | 1:50.99  |
| K-2 1000 m          | Joanna Bruska Aleksandra Górna (WKS Zawisza Bydgoszcz)                                   | 4:00.99  | Karolina Pielin Ewa Opaska (KS Posnania)                                             | 4:03.71  | Alicja Rydzewska Ewa Mieszkowska (KS Posnania)                          | 4:06.11  |
| K-4 500 m           | AZS-AF Gorzów Wlkp. Karolina Naja Agnieszka Kowalczyk Paulina Wiewióra Klaudia Szewczyk  | 1:41.08  | WKS Zawisza Bydgoszcz Dominika Napolska Sara Jasińska Joanna Bruska Aleksandra Górna | 1:41.50  | KS Posnania Karolina Pielin Alicja Rydzewska Ewa Opaska Ewa Mieczkowska | 1:48.51  |

#### Kanadyjki
| Konkurencja | Złoto                                              | Czas    | Srebro                                                           | Czas    | Brąz                                                     | Czas    |
| C-1 200 m   | Dorota Kozakiewicz (UKS Koszałek Opałek Węgorzewo) | 56.25   | Magda Stanny (MOSM Tychy)                                        | 56.36   | Beata Zawadzka (KKS Nowa Sól)                            | 1:00.16 |
| C-2 500 m   | Magda Stanny Laura Dworniczok (MOSM Tychy)         | 2:42.91 | Dorota Kozakiewicz Justyna Bogus (UKS Koszałek Opałek Węgorzewo) | 2:47.42 | Sylwia Szczerbińska Julia Zwoleńska (Cresovia Białystok) | 3:08.98 |